# Jonathan Roth
Jonathan Roth (* 11. Mai 1873 in Eltingen; † 2. August 1924 in Leonberg) war Jurist und Mitglied des Deutschen Reichstags.

## Leben
Roth besuchte die Volksschule in Eltingen, dann die Gemeindelateinschule Korntal, von 1889 bis 1893 das Karlsgymnasium in Stuttgart, studierte von 1893 bis 1895 Rechtswissenschaften in Tübingen, 1895–96 in Berlin und bis 1898 wieder in Tübingen. Er war zeitlebens Mitglied der Studentenverbindung Landsmannschaft Schottland. Von 1899 bis 1902 war er Referendar beim Amtsgericht Böblingen und beim Landgericht Stuttgart. Ferner promovierte er zum Dr. jur. Seit Frühjahr 1903 war er Rechtsanwalt in Leonberg. 1898/99 war er Einjährig-Freiwilliger im Feldartillerie-Regiment Nr. 13 in Cannstatt und später Unteroffizier der Reserve.
Von 1907 bis 1912 war er Mitglied des Deutschen Reichstags für den Wahlkreis Königreich Württemberg 4 Böblingen, Vaihingen, Leonberg, Maulbronn und den Bund der Landwirte. Zwischen 1911 und 1918 war er Mitglied der Württembergischen Landstände und ab 1919 des Landtags des freien Volksstaates Württemberg. Von 1920 bis 1924 war er 1. Vizepräsident des Landtags des freien Volksstaates Württemberg.